# Old Albuquerque Municipal Airport Building
L'Old Albuquerque Municipal Airport Building est un ancien terminal aéroportuaire américain à Albuquerque, dans le comté de Bernalillo, au Nouveau-Mexique. Construit en 1939 dans le style Pueblo Revival, l'édifice est inscrit au New Mexico State Register of Cultural Properties depuis le 3 décembre 1976 et au Registre national des lieux historiques depuis le 5 mai 1989.